# Cornellà Centre (metropolitana di Barcellona)
Cornellà Centre è una stazione della linea 5 della Metropolitana di Barcellona.
La stazione fu inaugurata nel 1983 e fin da quel momento divenne il capolinea sud della linea. Essa oltre ad essere capolinea della metro, viene utilizzata anche da due linee della Cercanías di Barcellona e da due linee dei Trambaix.
La stazione in principio si chiamava solamente Cornellà, ma in seguito quando furono aperte nuove stazioni nei dintorni di Cornellà, il nome venne cambiato in Cornellà Centre.